# Stefan Sawicki (architekt)
Stefan Teofil Sawicki (ur. 15 czerwca 1890 w Dreźnie, zm. 8 października 1967 w Poznaniu) – polski architekt.

## Życiorys
W Dreźnie ukończył szkołę realną (1908), następnie Państwową Szkołę Budownictwa (1913). W latach 1913–1917 pracował pod kierunkiem Hansa Poelziga w drezdeńskim magistracie. Początkowo był studentem Politechniki w Dreźnie. Dyplom uzyskał jednak dopiero na Wydziale Architektury Szkoły Inżynierskiej w Poznaniu w 1950. W lipcu 1919 przybył do Poznania i pracował prywatnie pod kierunkiem Adama Ballenstedta, a następnie w instytucjach państwowych. W 1929 był współpracownikiem naczelnego architekta Powszechnej Wystawy Krajowej w Poznaniu. W latach 1934–1939 posiadał własne biuro projektowe.  
Podczas okupacji pracował jako technik w Wydziale Budowlanym Dyrekcji Poczt w Poznaniu.  
Od lutego 1945 do 31 lipca 1949 pracował w Zarządzie Miejskim, a potem w Miastoprojekcie. Był współtwórcą odbudowy poznańskiego Starego Miasta po zniszczeniach II wojny światowej. 
Zmarł w Poznaniu. Został pochowany 10 października 1967 na Cmentarzu Junikowo (pole 7-1-12).

## Ordery i odznaczenia
- Złoty Krzyż Zasługi (dwukrotnie: 28 września 1929[5], 22 lipca 1954[6][1])
- Odznaka honorowa „Za Zasługi w Rozwoju Miasta Poznania” (22 lipca 1960)[1][7]
- Srebrna Odznaka Polskiego Związku Inżynierów i Techników Budownictwa (17 marca 1960)[8]

## Dzieła
- przed 1945:

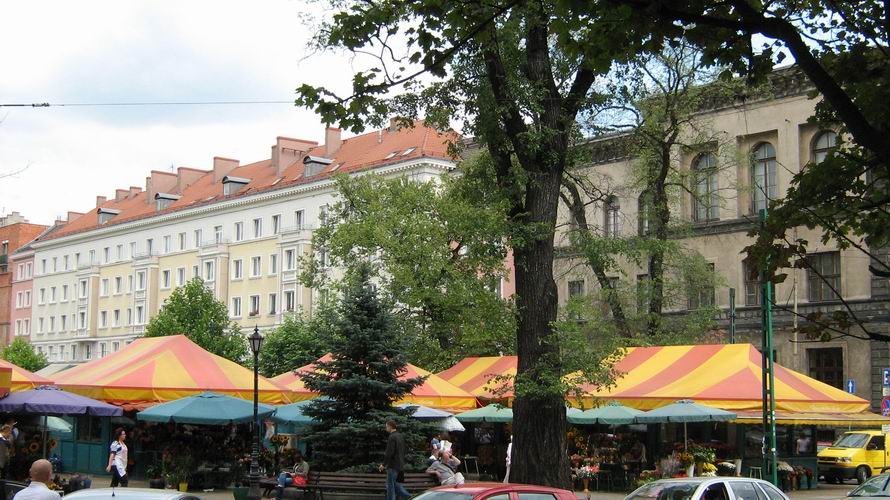
Wschodnia pierzeja Placu Wielkopolskiego w Poznaniu

  - gmach fundacji Twardowskich przy ul. Kochanowskiego w Poznaniu (obecnie budynek Komendy Wojewódzkiej Policji),
  - gmach Wydziału Rolniczo-Leśnego Uniwersytetu Poznańskiego,
  - kościół św. Jana Bosko w Luboniu[1],
  - kilka willi (np. willa przy ul. Litewskiej 11 w Poznaniu)
- po 1945:
  - odbudowa kościołów w Poznaniu:
    - kościół św. Marcina,
    - kościół karmelitów,
    - fara,

  - odbudowa kamienic na Starym Rynku,
  - odbudowa ratusza (wespół z Rogerem Sławskim),
  - projekt pierzei Placu Wielkopolskiego[9].